# Anette Olsen
Anette Olsen (ur. 2 grudnia 1946 w Holbæk, Dania) – duńska reżyserka.
Absolwentka Wydziału Reżyserii PWSFTviT w Łodzi, który ukończyła w 1971 roku (dyplom w 1973).

## Filmografia
- 1972: Agnieszka
- 1974: Łukasz
- 1976: Wakacje